# Shoshana Rudiakov
Shoshana Rudiakov (* 25. Juni 1948 in Riga; † 21. November 2012 in Stuttgart) war eine lettische klassische Pianistin und Musikpädagogin.

## Leben und Werk
Shoshana Rudiakov schloss ihre Klavierstudien am Moskauer Tschaikowski-Konservatorium bei Jakow Flier und Bella Davidovich ab.
Nach mehreren Konzerttourneen in Russland gab Shoshana Rudiakov ihr Debüt mit dem London Philharmonic Orchestra in der Royal Albert Hall in London. Anschließend folgten Rundfunkaufnahmen mit der BBC. In den folgenden Jahren gab sie Konzerte in Frankreich, Belgien, Deutschland, Italien, USA, Puerto Rico und Japan. Sie trat als Orchestersolistin mit bedeutenden Orchestern wie den Israel Philharmonikern, den Berliner Philharmonikern, dem Stuttgarter Kammerorchester und dem Greenwich Symphony Orchester auf. Bei Kammermusikfestivals musizierte sie mit bedeutenden Künstlern wie Gina Bachauer, Isaac Stern und Eugene Istomin.
1981 wurde Shoshana Rudiakov als Professorin im Fach Klavier an die Stuttgarter Musikhochschule berufen. Seit 2002 war sie dort auch als Prorektorin tätig und damit Mitglied des Rektorats. Als Pädagogin und als Prorektorin der Stuttgarter Musikhochschule baute sie an europäischen Musik- und Musikerverbindungen und förderte die Zusammenarbeit im internationalen Bereich mit anderen Musikinstitutionen.

## Privates
Shoshana Rudiakov war mit dem beim Jerusalem Symphony Orchestra spielenden Fagottisten Dimitry Rudiakov verheiratet. Sie war die Cousine des Cellisten Michael Rudiakov. Mit beiden trat sie als Musikerin gemeinsam auf.

## Diskografie
Sie veröffentlichte 15 CDs bei den Labeln Golden Crest, Tacet, Nonesuch, Stradivari und Nimbus-Records; darunter befanden sich folgende Einspielungen.
- Piano Works by Rachmaninov and Chopin. Jerusalem Records (ATD 8207), 1983[3]
- Piano Works by Chopin, Scriabin, Rachmaninoff. Eroica Distribution, 1989[4]
- Piano Works by Rachmaninov, Skryabin and Chopin. Danacord, 1989[4]
- Shoshana Rudiakov: Piano Recital. Eroica Distribution, 1995[4]
- Works for Bassoon & Piano (with Dimitry Rudiakov). Eroica Distribution, 1995[4]
- Manchester Music Festival - Barber, Beethoven, Thuille. Eroica Classical Recordings[5]
- Koechlin: Oeuvres Pour Hautbois, Etc / Lajos Lencsés. Audite[5]
- The 1993 Manchester Music Festival. Eroica Classical Recordings[5]
- Manchester Music Festival - Rachmaninov, Dvorák: Concertos. Eroica Classical Recordings[5]